# Banisteriopsis prancei
Banisteriopsis prancei är en tvåhjärtbladig växtart som beskrevs av B. Gates. Banisteriopsis prancei ingår i släktet Banisteriopsis och familjen Malpighiaceae. Inga underarter finns listade i Catalogue of Life.